# Raymond-Balthazar Dourdé
Œuvres principales
L'Œil du maître (1742)
La Fête villageoise (1754)
La Prospérité
Raymond-Balthazar Dourdé (parfois erronément écrit Dourdet) est un danseur français né vers 1705 et mort à Dijon le 3 janvier 1775. Il est le beau-frère du maître de ballet Jean-Barthélemy Lany.
Danseur à Lille en 1740, il débute à la Foire Saint-Laurent en 1741 et donne, l'année suivante, L'Œil du maître, ballet-pantomime. Le 1er octobre 1744, il épouse à Paris Charlotte Lany, sœur du maître de ballet.
On rencontre ensuite le couple à Gand en 1746 et à Rouen l'année suivante ; il est encore à Lille en 1749.
De 1752 à 1756, Dourdé donne plusieurs ballets à l'Opéra-Comique, à la Comédie-Française et au Collège Louis-le-Grand.
Il s'installe ensuite à Dijon vers 1765, après la mort de sa femme, et y meurt dix ans plus tard.

## Œuvres
- 1742 : L'Œil du maître
- 1752 : Pygmalion ou le Petit Sculpteur
- 1754 : Les Contre-danses
- 1754 : Les Vitres cassées
- 1754 : Les Dominos
- 1754 : La Fête villageoise
- 1754 : Les Spectacles du Parnasse (avec Louis Dupré)
- 1755 : La Prospérité
- 1756 : Le Tableau de la Gloire (avec Jean-Denis Dupré)